# Thierry de Robersart
Thierry de Robersart est un seigneur et un chevalier du Hainaut. Il est baron de Canon, seigneur d’Escaillon et de Bruille dans le comté de Hainaut, gouverneur de la terre de Coucy dans sa jeunesse pendant la période où il sert la France. Il entre au service d'Édouard III d'Angleterre et mène une longue et brillante carrière militaire dans les différentes chevauchées et expéditions anglaises et devient un des commandants de John of Gaunt of Lancaster (ou Jean de Gand duc de Lancastre) ainsi qu'un diplomate ayant la confiance de ses pairs.

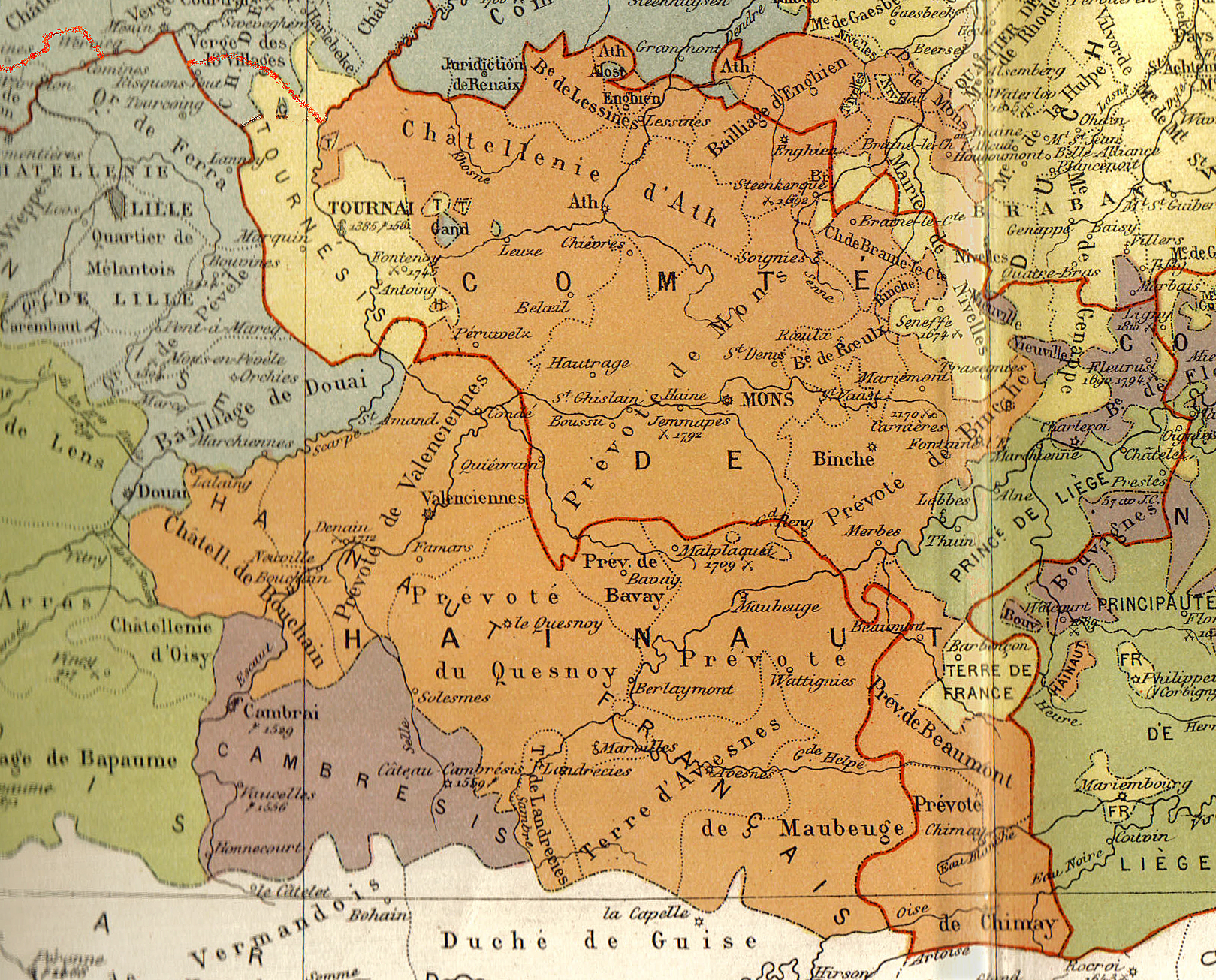
Le comté de Hainaut au Moyen Âge

## Son nom et ses variantes
Il est nommé également dans différents ouvrages et suivant le côté français ou anglais : le Chanoine de Robersart, Thierri de Robersart par FroissartCanon Robessart, Cannon Robsart, Cannoun Robsart par les Anglais (ils l'ont surnommé ainsi car il était baron de Canon dans le Hainaut).

## Biographie
En juin 1356, Philippe de Navarre lance une redoutable chevauchée en Normandie.Thierry de Robersart passe une première partie de sa carrière militaire au service de la France, il se fait remarquer par son ardeur au combat et il inspire la plus grande peur chez les Navarrais, alliés des Anglais, qui ravagent le nord de la France. Sa renommée allant grandissante, il devient le gouverneur de Coucy en 1358 pour le compte du jeune seigneur de Coucy : Enguerrand VII de Coucy (qui deviendra un des plus proches commandants et conseillers des rois de France Charles V et Charles VI) et il administre ses terres. Il participe à de nombreux combats et à des escarmouches autour du siège de Reims en 1358 et se taille une réputation de combattant intrépide. Plus tard, lassé des perfides machinations des Français, il les abandonne volontairement. 
En 1365, il va trouver Édouard III d'Angleterre et lui rend hommage ce que le roi anglais accepte avec grand plaisir tant la réputation d'homme d'honneur et vaillant de Robersart est faite (d'autant plus qu'Édouard III a des prétentions sur le Hainaut de par sa femme Philippa de Hainaut), et ainsi il passe à son service. Robessart est un vassal du Hainaut (quasi indépendant, relevant du Saint-Empire romain germanique) et non du royaume de France, ce n'est donc pas véritablement une trahison. À partir de là il sera fidèle au roi d'Angleterre jusqu'à sa mort et participe aux grandes chevauchées et expéditions lointaines jusqu'en 1382. Il est de la chevauchée de 1369 du duc de Lancastre : John of Gaunt est envoyé à Calais avec le comte de Hereford pour mener une offensive en France qui vise à décourager le projet d'invasion de l'Angleterre des Français, une entreprise couronnée de succès. Lors de cette offensive, "Canon Robessart" se fait remarquer et il devient un des commandants de John of Gaunt (qui avait pour mère Philippa de Hainaut, une hunneyère, John of Gaunt  ou Jean de Gand est donc presque un "compatriote" de Robessart). En 1371, on le retrouve capitaine d'Ardres dans l'Artois tout près de Calais. En 1376, il défend la ville de Mons pour son suzerain pour le Hainaut : Albert Ier de Hainaut. Il prend part à la grande offensive pour le siège de Saint-Malo en 1378. 
Quelques années plus tard au début de l'année 1381, il se monte une expédition pour le Portugal pour soutenir les prétentions au trône de John of Gaunt of Lancaster sur la couronne de Castille et défendre l'allié portugais. C'est Edmund earl of Cambridge qui prend la tête des opérations au profit de son frère aîné. Cette longue entreprise infructueuse dure 2 longues années, et il n'y a que peu de combats la première année, après quelques escarmouches et pillages en Castille, la deuxième année, l'inaction mine le camp anglais et les seigneurs anglais décident de mener des actions d'eux-mêmes, Canon de Robessart prend le château et capture le ministre de Jaffre, à 10 kilomètres de Séville. Un traité de paix est négocié par le Portugal sans en faire part aux Anglais, qui n'a plus vraiment besoin de l'aide de l'ost anglo-gasconne, la plupart des seigneurs se sentant floués, rentrent chez eux dépités... certains restent. Mais la guerre va vite reprendre. Le 29 juillet 1386, Lancastre débarque à La Corogne. Jean Ier de Castille, qui croyait qu'il débarquerait au Portugal afin de rassembler des troupes supplémentaires, est totalement pris de court. Lancastre établit sa cour à Ourense et reçoit l'hommage des nobles galiciens. Il se fait couronner roi de Galice à Saint-Jacques-de-Compostelle. Lancastre n'arrive cependant pas à affronter Jean de Trastamare à terrain découvert. Entre avril et juin 1387, l'armée anglo-portugaise poursuit les Castillans mais est affamée par le climat aride. De nombreux soldats anglais désertent et repartent en Guyenne. C'est lors de ses campagnes au Portugal et Espagne que Thierry aurait rencontré sa seconde femme Jeanne de Padille.
Hormis le côté purement militaire, Robersart est souvent missionné pour négocier ou transmettre des messages lors de missions diplomatiques.

La reconquête par Charles V des territoires concédés au traité de Brétigny.
Domaine royal français
Apanages des frères du roi de France
- Chevauchée de Lancastre en 1369
- Chevauchée de Robert Knowles en 1370
- Chevauchée de Lancastre en 1373

## Famille
Sa première femme est Jeanne d'Escaillon dame d'Escaillon, qui lui donne un fils:
- John Robessart  ou Jean de Robersart, né vers 1372 il est un des principaux commandants sous Henri V et Henri VI, gouverneur de Saint-Sauveur[8] en Normandie.

Il prend pour seconde épouse Jeanne de Padille qui lui donne trois enfants :
- Né vers 1390, Sir Lewis Robessart ou Louis de Robersart, tué au combat en France en 1431.
- Gérard de Robersart, prêtre dans le Hainault
- Thierry de Robersart, capitaine d'Hambye, de Caudebec, qui mourra avant ses deux frères.